# Sundance (Wyoming)
Sundance è un centro abitato (town) degli Stati Uniti d'America, capoluogo della Contea di Crook dello Stato del Wyoming, sede del penitenziario da cui Harry Alonzo Longabaugh, socio in affari di Butch Cassidy, prenderà il nome di Sundance Kid.
Il nome deriva da quello della danza del sole (in inglese Sundance) diffusa fra i nativi americani. Nel censimento del 2016 la popolazione era di 1.279 abitanti.

## Geografia fisica
Secondo i rilevamenti dell'United States Census Bureau, la località di Sundance si estende su una superficie di 5,2 km², tutti occupati da terre.

## Popolazione
Secondo il censimento del 2000, a Sundance vivevano 1.161 persone ed erano presenti 318 gruppi familiari, per una densità di popolazione di 225 ab./km². Nel territorio comunale si trovavano 545 unità edificate. Per quanto riguarda la composizione etnica degli abitanti, il 96,64% era bianco, l'1,64% nativo, lo 0,17% proveniente dall'Asia, lo 0,17% appartenente ad altre razze e l'1,38% a due o più. La popolazione di ogni razza ispanica corrispondeva allo 0,60% degli abitanti.
Per quanto riguarda la suddivisione della popolazione in fasce d'età, il 24,1% era al di sotto dei 18, il 5,8% fra i 18 e i 24, il 24,7% fra i 25 e i 44, il 24,3% fra i 45 e i 64, mentre infine il 22,1% era al di sopra dei 65 anni di età. L'età media della popolazione era di 42 anni. Per ogni 100 donne residenti vivevano 95,1 maschi.
Dal censimento del 2016 risultata una popolazione aumentata a 1.279 abitanti, per una densità di 245,96 ab./km².